# Longroy
 Longroy  ist eine französische Gemeinde mit 629 Einwohnern (Stand 1. Januar 2022) im Département Seine-Maritime in der Region Normandie. Sie gehört zum Arrondissement Dieppe und zum Kanton  Eu.

## Bevölkerungsentwicklung
| Jahr      | 1962 | 1968 | 1975 | 1982 | 1990 | 1999 | 2008 |
| Einwohner | 630  | 649  | 683  | 671  | 590  | 611  | 662  |